# Cumhur Oranci
Rustu Cumhur Oranci (Nació un 28 de octubre de 1960 en Estambul) es un escritor y traductor literario turco.

## Biografía
Salió de su país natal Turquía antes del golpe de Estado del 12 de septiembre de 1980 y por un tiempo permaneció en Europa y trabajó para el diario izquierdista Aydinlik. Luego de estudiar para operador de radio comenzó a trabajar en la marina mercante como Oficial de Radio y navegó por todo el mundo con los buques de la empresa naviera Egon Oldendorff, (Lübeck, Alemania) Mientras navegaba, escribió sus memorias con una lengua fantástico-realista, recogiéndolos luego en su primera novela "Butterfly'in Intihar Seferi" (El viaje suicidio del barco Butterfly) publicado por la casa Editorial Telos de Estambul en 1991. Lo siguió su segundo libro “El cuento que quedó de Domingo García”. Su libro “Saydam” (Transparente) se publicó en el año 1996, el cual fue el primer libro de la literatura turca en el género de Fantasía.
En la actualidad Cumhur Orancı vive en Estambul, es casado y sigue trabajando como escritor y traductor literario.

## Novelas publicadas
Sus Libros
- El viaje suicidio del barco Butterfly
- El cuento que quedó de Domingo García
- Transparente

Sus Traducciones
- Gastronomía para los Diabéticos, Para los curiosos de For Dummies, Alan L. Rubin, Alison G. Acerra, Denise Sharf, Editorial Dogan, 2008
- Seguidor del Satan, Glean Meade, Editoroial Dogan, 2007
- Golpe Mortal, Elmore Leonard Editorial Dogan, 2007
- Las Madres y los Otros Monstruos, Maureen F. McHugh, Editorial Istiklal, 2007
- El Zagal, Julian Davies, Editorial Istiklal, 2006
- Librerías de otros Tiempos, Zoran Živković, Editorial Istiklal, 2006
- Chica de Nube, Kate Braverman, Editorial Istiklal, 2006
- Mujeres que Piensan Demasiado, Susan Nolen-Hoeksema, Editorial Darma, 2006
- La Olimpiada, Tom Holt, Editorial Literatur, 2004
- Momentos de Gentileza, Neale Donald Walsh, Editorial Darma, 2004
- Barbacoa, Philip Kerr, Editorial Telos 1998
- Volandera Mágica (Cuento Coreano), Chong Chun Sik, Editorial Kaynak 1997